# Charancin
Charancin era una comuna francesa que estaba situada en el departamento de Ain, de la región de Auvernia-Ródano-Alpes, que en 1973 pasó a formar parte de la comuna de Sutrieu.

## Demografía
| Gráfica de evolución demográfica de Charancin entre 1800 y 1968 |
|                                                                 |

Los datos demográficos contemplados en este gráfico se han cogido de la página francesa EHESS/Cassini.